# Maesa ambigua
Maesa ambigua là một loài thực vật có hoa trong họ Anh thảo. Loài này được C.Y. Wu & C. Chen mô tả khoa học đầu tiên năm 1977.